# Проект War on Drugs в Таиланде
Проект «War on drugs» — проект по борьбе с распространением наркотиков, которым руководил премьер-министр Таиланда Таксин Чинават (2001—2006). Таиландский проект получил широкую известность в мировом сообществе, поскольку во время его проведения в Таиланде без суда и следствия были убиты более тысячи человек.

## Задачи проекта
В 2002 году король Таиланда Рама IX Пхумипон Адульядет отметил рост потребления наркотиков в стране и призвал к «войне с наркотиками». Тайный советник короля призвал правительство к созданию специального суда над наркодилерами. В 2003 году правительство Таксина Чинавата (2001—2006) провозгласило, что отныне борьба с распространением наркотиков будет вестись со всей решительностью и всеми мерами. Был утвержден специальный правительственный план по борьбе с наркотрафиком, особенно на юге страны. Таксин объявил War on Drugs. В 2003 году правительство Таксина Чинавата провозгласило главную задачу этого проекта — избавить каждый квадратный дюйм страны от наркотиков за три месяца.

## Итоги проекта, критика
В нескольких провинциях (Наративат, Яла, Сонгкла, Паттани) проводились спецоперации, в ходе которых уничтожались боевики наркокартелей, охранявшие маковые поля и секретные тропы наркопоставщиков. Государственные служащие в центральном Таиланде и в провинциях должны были проводить собственные расследования по поиску наркодилеров: тех, кто выполнил «план», поощряли, а тех, кто нет — наказывали. За первые 3 месяца проекта 2275 человек были убиты (в два раза больше, чем при обычной борьбе с наркотиками). Правительство утверждало, что лишь 50 смертей были по вине полиции, остальные наркоманы сами убивали друг друга. Критики, отстаивавшие права человека, утверждали, что большинство людей были казнены без суда. Политика была эффективна — снижалось потребление наркотиков (особенно в школах) в связи с увеличением цен на наркотики. Король в 2003 похвалил Таксина, критиковал тех, кто пытался считать количество убитых по вине полиции, а не тех, кто умер из-за зависимости. Кроме того, король Таиланда потребовал расследовать убийства. Таиланд жестко критиковали в международном сообществе. На волне критики Таксин Чинават попросил Комиссию ООН по правам человека направить в Таиланд специального посланника для оценки ситуации в стране.
Впоследствии, уже после свержения Таксина, специальное расследование выявило ужасающие факты массовых внесудебных расправ спецслужб с подозреваемыми: по данным специального правительственного органа по надзору за оборотом наркотических средств в ходе зачисток было убито около 2500 человек, из которых в отношении 1400 не имелось никаких данных об участии в наркотрафике или об оказании ими какой-либо помощи или содействия наркодилерам и наркокурьерам. Уже с 2004 года факты начали всплывать в печати, что вызвало многократные массовые митинги в Бангкоке и в южных провинциях. В 2006 году на некоторых каналах общенационального телевидения несколько раз выходили правозащитные передачи, в которых очевидцы рассказывали о преступлениях правительства Таксина во время проведения проекта War on Drugs. Многие из журналистов и правозащитников, поднимавших эту тему, также подверглись внесудебным репрессиям. Некоторые из них бесследно исчезли.